# Дайсёдзи (княжество)
Княжество Дайсёдзи (яп. 大聖寺藩 Дайсёдзи-хан) — феодальное княжество (хан) в Японии периода Эдо (1639—1871), в провинции Кага региона Хокурику на острове Хонсю (современная префектура Исикава).

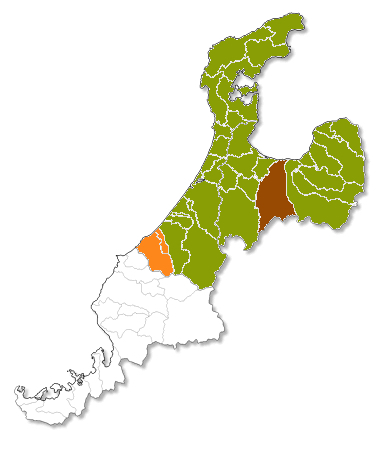
Княжества Кага (зелёный цвет), Тояма (коричневый цвет) и Дайсёдзи (оранжевый цвет) в период Эдо

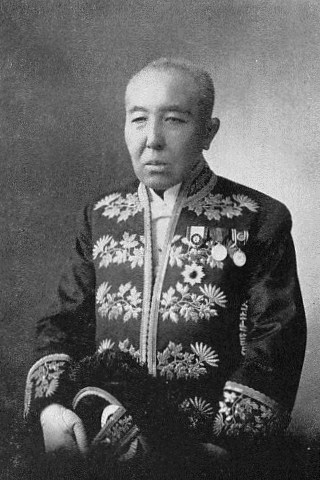
Маэда Тосика (1841—1920), последний (14-й) даймё Дайсёдзи-хана (1855—1871), 1913 год

Административный центр княжества: Дайсёдзи-дзинья (сейчас город Кага, префектура Исикава). На протяжении всей истории существования княжество управлялось боковой линией клана Маэда.

## История
Замок Дайсёдзи был вторичным оплотом клана Маэда, охранявшим пограничный регион провинции Кага от соседней провинции Этидзэн. Замок был разрушен по приказу сёгуната Токугава в 1615 году в рамках политики «один домен — один замок». В 1639 году даймё из княжества Кага, Маэда Тосицунэ (1605—1639), вышел в отставку, передав домен своему старшему сыну, Маэда Мицутаке. В то время он выделил отдельный домен (100 000 коку) для своего второго сына, Маэда Тосицугу, создав княжество Тояма, и другой домен (70 000 коку) для своего третьего сына Маэда Тоcихару, создав княжество Дайсёдзи.
На момент своего создания княжество состояло из 133 деревень в округе Энума (65 700 коку) и 9 деревень в округе Ниикава на востоке провинции Эттю (4 300 коку). В 1660 году домен Дайсёдзи смог обменять этот удалённый эксклав на 6 деревень в округе Номи, примыкающем к округу Энума.
В правление третьего даймё, Маэда Тосинао, сёгунат разрешил ему создать свой собственный дочерний домен Дайсёдзи-Синдэн (大聖寺新田藩) с доходом 10 000 коку, для младшего брата Тосинао Маэды Тосимасы. Однако после того, как Тосимаса убил даймё из Янагимото-хана Оду Хидетику на дуэли, дочернее княжество было ликвидировано.
При его 9-м даймё, Маэда Тосикоре, кокудака домена была увеличена с 70 000 до 100 000 коку риса. Это было достигнуто за счёт разработки 10 000 коку новых рисовых земель и 20 000 коку доходов от домена Кага. Физические владения домена не изменились.
После смерти 12-го даймё Маэда Тосинори в 1855 году оставшееся без наследника княжество оказалось под угрозой ликвидации. Тосинори принял Маэду Тосимити в качестве своего наследника, но Тосиюки также умер до его официального представления сёгуну. Этот факт был скрыт от властей, и Маэда Тосика, сын Маэды Нариясу из княжества Кага, был поставлен на его место. Во время периода Бакумацу княжество поддерживало Союз Саттё во время Войны Босин и сражалось на стороне имперских сил во время битвы Хокуэцу. Маэда Тосика был назначен императором Мэйдзи губернатором своего княжества с 1869 года вплоть до отмены системы хан в 1871 году.
В июле 1871 года после упразднения системы хан княжество Дайсёдзи стало префектурой Дайсёдзи, а вскоре было включено во вновь созданную префектуру Исикава в сентябре 1871 года.

## Список даймё
- Род Маэда (тодзама-даймё) 1639—1871

| №  | Имя                            | Период правления | Титул                                  | Придворные ранги                         | кокудака              |
| -- | ------------------------------ | ---------------- | -------------------------------------- | ---------------------------------------- | --------------------- |
| 1  | Маэда Тосихару (яп. 前田利治)  | 1639—1660        | Дзидзю (侍従)                          | Старший 4-й ранг, младший чин (正四位下) | 70 000 коку           |
| 2  | Маэда Тосиаки (яп. 前田利明)   | 1660—1692        | Хида-но-ками (飛騨守)                  | Младший 4-й ранг, младший чин (従四位下) | 70 000 коку           |
| 3  | Маэда Тосинао (яп. 前田利直)   | 1692—1710        | Хида-но-ками (飛騨守)                  | Младший 4-й ранг, младший чин (従四位下) | 70 000 коку           |
| 4  | Маэда Тосиакира (яп. 前田利章) | 1711—1737        | Бинго-но-ками (備後守)                 | Младший 4-й ранг, младший чин (従四位下) | 70 000 коку           |
| 5  | Маэда Тосимити (яп. 前田利道)  | 1737—1778        | Тотоми-но-ками (遠江守)                | Младший 4-й ранг, младший чин (従四位下) | 70 000 коку           |
| 6  | Маэда Тосиаки (яп. 前田利精)   | 1778—1782        | Бинго-но-ками (備後守)                 | Младший 4-й ранг, младший чин (従四位下) | 70 000 коку           |
| 7  | Маэда Тоситанэ (яп. 前田利物)  | 1782—1788        | Мино-но-ками (美濃守)                  | Младший 4-й ранг, младший чин (従四位下) | 70 000 коку           |
| 8  | Маэда Тосиасу (яп. 前田利考)   | 1788—1806        | Хида-но-ками (飛騨守)                  | Младший 4-й ранг, младший чин (従四位下) | 70 000 коку           |
| 9  | Маэда Тосикорэ (яп. 前田利之)  | 1806—1837        | Бинго-но-ками (備後守); Дзидзю (侍従)  | Младший 4-й ранг, младший чин (従四位下) | 70 000 → 100 000 коку |
| 10 | Маэда Тосинака (яп. 前田利極)  | 1837—1838        | Тотоми-но-ками (遠江守), Дзидзю (侍従) | Младший 4-й ранг, младший чин (従四位下) | 100 000 коку          |
| 11 | Маэда Тосихира (яп. 前田利平)  | 1838—1849        | Бинго-но-ками (備後守)                 | Младший 4-й ранг, младший чин (従四位下) | 100 000 коку          |
| 12 | Маэда Тосинори (яп. 前田利義)  | 1849—1855        | Бинго-но-ками (備後守)                 | Младший 4-й ранг, младший чин (従四位下) | 100 000 коку          |
| 13 | Маэда Тосимити (яп. 前田利行)  | 1855—1855        | нет                                    | нет                                      | 100 000 коку          |
| 14 | Маэда Тосика (яп. 前田利鬯)    | 1855—1871        | Хида-но-ками (飛騨守)                  | Старший 2-й ранг (正二位)                | 100 000 коку          |

- Маэда Тосихару (田田利治, 1618 — 29 мая 1660) — 1-й даймё Дайсёдзи-хана (1639—1660). Третий сын Маэды Тосицунэ, второго даймё из княжества Кага. После выхода на пенсию своего отца в 1639 году, он был получил во владение отдельный домен (70,000 коку) с центром в том, что сейчас находится в районе Энума, префектура Исикава. Это ознаменовало собой начало княжества Дайсёдзи. Тосихару был известным мастером японской чайной церемонии, будучи учеником Кобори Энсу. В то время как даймё, он разработал золотые и медные рудники, а позже установил изделия Кутани как известный продукт домена. Его жена была дочерью Уэсуги Садакацу из Ёнэдзава-хана.

- Маэда Тосиаки (田田利明, 28 января 1638 — 27 июня 1692) — 2-й даймё Дайсёдзи-хана (1660—1692). Родился в Канадзаве, пятый сын Маэды Тосицунэ, 2-го даймё княжества Кага, Он был посмертно усыновлён своим старшим братом Маэдой Тосихару, чтобы стать даймё в 1660 году. Во время своего пребывания в должности он осуществлял проекты по борьбе с наводнениями и открыл новые рисовые угодья. Он также разработал бумагу washi в качестве источника дохода для княжества. Его жена была дочерью Уэсуги Садакацу Ёнэдзава-хана. Его могила находится в храме Дзиссе-ин в Кага, Исикава.

- Маэда Тосинао  (田田利直, 19 июля 1672 — 31 января 1711) — 3-й даймё Дайсёдзи-хана (1692—1710). Он родился в Эдо, старший сын Маэды Тосиаки, и был принят на официальной аудиенции сёгуном Токугава Цунаёси в 1684 году. Цунаёси благоволил Тосинао, поэтому с 1691 года домен получил тот же статус и привилегии, что и княжества фудай-даймё. Став даймё в 1692 году, Тосинао выделил 10 000 коку из своих владений, чтобы основать княжество для своего младшего брата, Тосимасу, который стал даймё Дайсёдзи-Синдэн. Однако, благодаря благосклонности Цунаёси, Маэда Тосинао проводил все своё время в Эдо, оставляя владения под управлением своих вассалов и оставаясь глух к слухам о неприятностях. В 1709 году резиденция княжества в Эдо сгорела, и Цунаёси также умер, погрузив, таким образом, финансы домена в задолженность, лишив его своего главного благодетеля. Кроме того, его брат Маэда Тосимаса был вынужден совершить сэппуку после убийства на дуэли Оды Хидэтики, даймё из Янагимото-хана в провинции Ямато, и его владения были конфискованы. Тосинао скончался в следующем году в 1710 году при неопределённых обстоятельствах. Его женой была дочерью Сакаи Тадаёси из княжество Цуруока. Его могила находится в храме Дзиссе-ин в Кага, Исикава.

- Маэда Тосиакира  (田田利章, 14 апреля 1691 — 29 сентября 1737) — 4-й даймё Дайсёдзи-хана (1711—1737). Он родился в Канадзаве, пятый сын Маэды Цунанори, 4-го даймё Кага-хана, и был принят в 1709 году его двоюродным дедом, Маэда Тосинао, как наследник. Он стал даймё через несколько месяцев, в 1710 году. Игнорируя предостережения отца и опасное финансовое положение княжества, он жил в расточительной роскоши. Когда в 1712 году произошёл неурожай, он столкнулся с крестьянским восстанием. В 1732 году ему было приказано внести свой вклад в ремонт замка Эдо, что ещё больше обанкротило домен. Тосиакира не смог взять себе официальную жену. Его могила находится в храме Дзиссе-ин в Кага, Исикава.

- Маэда Тосимити  (田田利道, 6 июня 1733 — 6 февраля 1781) — 5-й даймё Дайсёдзи-хана (1737—1778). Старший сын Маэды Тосиакиры и унаследовал обанкротившиеся владения от своего отца в 1737 году. В 1752 году домену было приказано внести свой вклад в восстановление моста Эсида на дороге Токайдо в том месте, где сейчас находится Тоёхаси, Айти. Мост рухнул всего через 6 месяцев из-за плохого проектирования и строительства, и домен был вынужден перестроить его снова. Не сумев поправить финансы княжества, он вышел на пенсию в 1778 году и скончался в 1781 году. Жена Тосимити была дочерью Маэды Тоситаки из Тояма-хана. Его могила находится в храме Дзиссе-ин в Кага, Исикава.

- Маэда Тосиаки (田田利精, 15 декабря 1758 — 12 октября 1791) — 6-й даймё Дайсёдзи-хана (1778—1782). Он родился в Дайсёдзи, второй сын Маэды Тосимити и стал наследником в 1759 году после смерти своего старшего брата. Он стал даймё в 1778 году после отставки своего отца. Однако, ко времени смерти его отца в 1781 году, Тосиаки все чаще проявлял признаки безумия, бессвязно бредил и вёл себя жестоко. Старейшины клана обратились к Маэде Харунаге из княжества Кага с просьбой вмешаться, и Тосиаки был заключён под домашний арест в 1782 году, а княжество унаследовал его младший брат. Он умер в 1791 году в возрасте 34 лет. Его могила находится в храме Дзиссе-ин в Кага, Исикава.

- Маэда Тоситанэ  (田田利物, 5 марта 1760 — 26 октября 1788) -й 7-й даймё Дайсёдзи-хана (1782—1788). Тоситанэ был третьим сыном Маэды Тосимити и заменил своего брата Тосиаки, поскольку сын последнего, Маэда Тосиясу, был ещё младенцем. Однако домен продолжал страдать от финансовых трудностей и плохих урожаев, и Тоситане не смог осуществить никаких реформ из-за его собственной молодости. Он умер в 1788 году в возрасте 29 лет. Жена Тоситане была дочерью Маэды Тосиюки из Тояма-хана. Его могила находится в храме Дзиссе-ин в Кага, Исикава.

- Маэда Тосиясу (田田利考, 25 февраля 1779 — 13 февраля 1806) — 8-й даймё Дайсёдзи-хана (1788—1806). Тосиясу был сыном Маэды Тосиаки и родился в Эдо. Поскольку он был ещё ребёнком, его дядя, Маэда Тоситане, действовал как регент, а также принял Тосиясу в качестве наследника. Тосиясу стал даймё после смерти Тоситанэ в 1788 году. В отличие от своего отца и дяди, он смог восстановить клановое правительство с помощью дисциплины и финансовых реформ, а также поощрения военных искусств. Несмотря на то, что он умер в возрасте 27 лет в 1806 году, и несмотря на свою молодость, он считался одним из наиболее способных к даймё из Дайсёдзи. Его могила находится в храме Дзиссе-ин в Кага, Исикава.

- Маэда Тосикорэ  (田田利之, 18 ноября 1785 — 16 января 1837) — 9-й даймё Дайсёдзи-хана (1806—1837). Тосикорэ родился в Дайсёдзи, третий сын Маэды Тоситанэ. Он был посмертно принят как наследник Маэды Тосиясу после его внезапной смерти в 1806 году. В 1821 году, по просьбе Маэды Наринаги, кокудака княжества была увеличена до 100 000 коку. Однако эти дополнительные доходы были более чем компенсированы увеличением военной службы сёгуната, поэтому финансовое положение княжества было ещё хуже, чем раньше. Тосикорэ умер в Дайсёдзи в 1837 году в возрасте 52 лет. Жена Тоситанэ была дочерью Сакаи Тадаари из Цуруока-хана. Его могила находится в храме Дзиссе-ин в Кага, Исикава.

- Маэда Тосинака  (田田利極, 24 ноября 1812 — 29 октября 1838) — 10-й даймё Дайсёдзи-хана (1837—1838). Тосинака был младшим сыном Маэды Тосикоре и родился в Эдо. Он стал даймё в 1837 году после смерти своего отца, но умер только через пару месяцев. Женой Тосинаки была дочерью Маэды Наринаги из Кага-хана. Его могила находится в храме Дзиссе-ин в Кага, Исикава.

- Маэда Тосихира  (田田利平, 22 января 1824 — 24 августа 1849) — 11-й даймё Дайсёдзи-хана (1838—1849). Тосихира был шестым сыном Маэды Тосикоре, он родился в Дайсёдзи. Он стал даймё после смерти своего старшего брата в 1838 году, но домен находился в тяжёлом финансовом положении, которое усугублялось сокращением кокудары княжества с 100 000 коку до его первоначального 70 000 коку. Все его идеи по реформированию, включая продажу резиденции клана в Эдо, были заблокированы Кага-ханом, и он умер в 1849 году в возрасте 27 лет. Жена Тосихиры была дочерью Иноуэ Масахару из Татэбаяси-хана. Его могила находится в храме Дзиссе-ин в Кага, Исикава.

- Маэда Тосинори (田田利義, 7 апреля 1833 — 4 июня 1855) — 12-й даймё Дайсёдзи-хана (1849—1855). Тосинори был третьим сыном Маэды Нариясу из Кага-хана, он родился в Канадзаве. Он был назначен в княжество Дайсёдзи после внезапной смерти Маэды Тосихиры в 1849 году. Он умер в Эдо в 1855 году в возрасте 23 лет. Женой Тосинори была дочерью Маэды Тосиясу из Тояма-хана. Его могила находится в храме Дзиссе-ин в Кага, Исикава.

- Маэда Тосимити  (田田利行, 20 августа 1835 — 1 июля 1855) — 13-й даймё Дайсёдзи-хана (1855). Тосимити родился в Канадзаве, пятый сын Маэды Нариясу. Он был посмертно усыновлён как сын Маэды Тосинори после его внезапной смерти в 1855 году. Однако сам Тосимичи умер менее чем через месяц в возрасте 21 года. Поскольку сёгун Токугава Иэсада ещё даже не принял его на официальной аудиенции. Однако Маэда Нариясу распорядился, чтобы смерть была скрыта, а его седьмой сын Маэда Тосика был назван даймё.

- Виконт Маэда Тосика  (田田利鬯, 29 июля 1841 — 27 июля 1920) — 14-й даймё Дайсёдзи-хана (1855—1871). Тосика был 7-м сыном Маэды Нариясу из Кага-хана и стал даймё Дайсёдзи-хана в 1855 году. В период Бакумацу домен помогал сёгунату в поддержании порядка в Киото и подавлении восстания в провинции Мито, а также в инциденте возле ворот Хамагури. Однако после битвы при Тоба-Фусими домен перешёл на другую сторону, чтобы поддержать Союз Саттё во время Войны Босин и сражался за правительство Мэйдзи во время битвы при Хокуэцу. Тосика был назначен имперским губернатором в 1869 году до отмены системы хан в 1871 году. В 1884 году он был удостоен звания виконта в системе кадзоку. В 1887 году он был повышен до второго придворного чина. Он умер в Токио в 1920 году в возрасте 80 лет. Его жена была дочерью Ито Сукэтомо из Оби-хана, и его могила находится на кладбище Дзосигая в Токио.